# Beinhaus von Douaumont
Das Beinhaus von Douaumont (französisch Ossuaire de Douaumont) ist eine französische nationale Grabstätte
für die Gebeine der Gefallenen, die nach der Schlacht um Verdun nicht identifiziert werden konnten. Das Beinhaus (Ossarium) befindet sich auf dem Gebiet der ehemaligen Ortschaft Douaumont. In ihm werden die Gebeine von über 130.000 nicht identifizierten französischen und deutschen Soldaten aufbewahrt. 2019 waren 556.424 Besucher vor Ort.

## Lage
Die Anlage befindet sich auf dem Thiaumont-Rücken, in direkter Nachbarschaft zur ehemaligen Befestigungsanlage Ouvrage de Thiaumont, etwa einen Kilometer südwestlich des Fort Douaumont und etwa fünf Kilometer nordöstlich des Stadtzentrums von Verdun. Der Platz wurde nach einem Wunsch von Marschall Pétain gewählt, da dies der Platz der schwersten Kämpfe war, und durch die Lage auf der Anhöhe ist das Beinhaus vom ganzen ehemaligen Schlachtfeld zu sehen.

## Geschichte

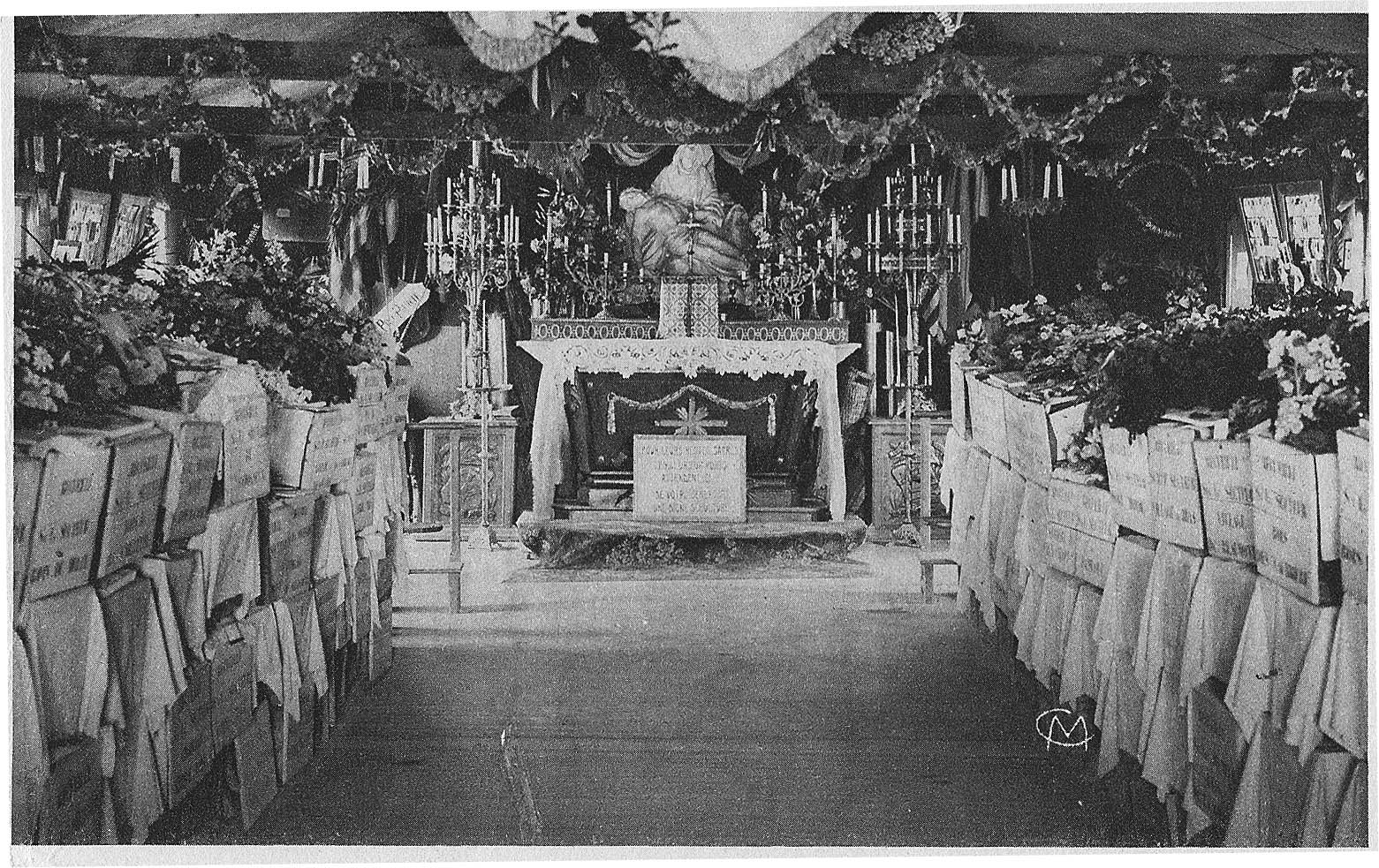
Innenansicht des provisorischen Ossariums (ca. 1920)

Gedenkplatte vor dem Beinhaus in Erinnerung an das Treffen François Mitterrand – Helmut Kohl von 1984

Im Jahr 1920 besuchte Bischof Charles-Marie-André Ginisty das provisorische Ossarium, in dem bis dahin die gefundenen Gefallenen bestattet worden waren. Er beschloss, den Toten eine würdigere Begräbnisstätte und den Hinterbliebenen einen Ort für ihre Trauer zu geben. Am 22. August 1920 konnte Marschall Philippe Pétain den Grundstein für das geplante Gebäude legen. Am 18. September 1927 konnten die Gebeine aus dem provisorischen Holzgebäude überführt werden. Offiziell eingeweiht wurde das Beinhaus am 7. August 1932 durch den französischen Staatspräsidenten Albert Lebrun. Erster Kaplan der Kapelle war Noël, ein ehemaliger Militärgeistlicher, sein Grab befindet sich in der Kapelle.
Im September 1984 trafen sich der französische Präsident François Mitterrand und der deutsche Bundeskanzler Helmut Kohl zu einer großen Versöhnungsfeier. Das Foto der beiden Politiker, die sich vor dem Eingang des Ossuaire an den Händen halten (siehe Handschlag von Verdun), ging um die Welt. Zur Erinnerung an dieses Treffen wurde vor dem Beinhaus eine Gedenkplatte installiert. Sie trägt folgende Inschrift (deutschsprachiger Teil):
Auf diesem französischen Soldatenfriedhof trafen sich am 22. September 1984 zum ersten Mal in der Geschichte der beiden Völker der französische Staatspräsident und der deutsche Bundeskanzler. Sie legten im gemeinsamen Gedenken an die Toten beider Weltkriege Kränze nieder und erklärten:
„Wir haben uns versöhnt. Wir haben uns verständigt. Wir sind Freunde geworden.“
François Mitterrand – Helmut Kohl

Beinhaus von Douaumont, vor dem Beinhaus (in gold) die Stelle, an der Kohl und Mitterand 1984 standen

Am Sonntag, dem 9. Februar 2014, wurde zum ersten Mal der Name eines deutschen Soldaten, Peter Freundl (gefallen am 28. Mai 1916), auf einem Bogen des Beinhauses eingraviert.

## Architektur des Beinhauses

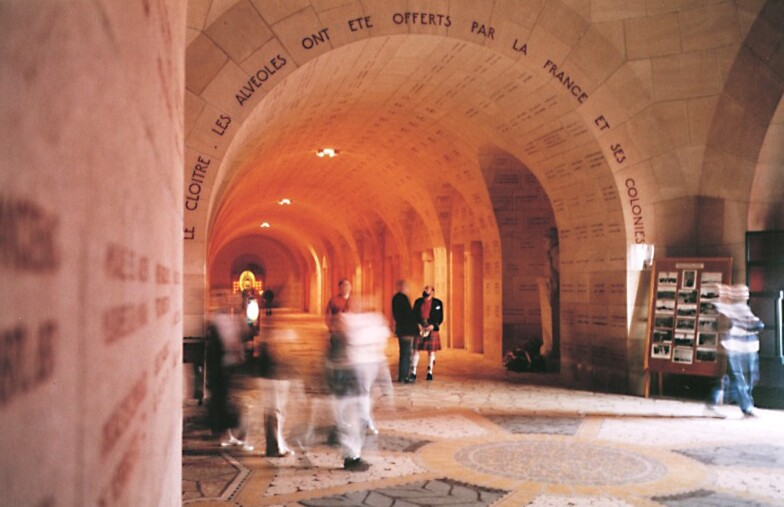
Innenansicht des Beinhauses

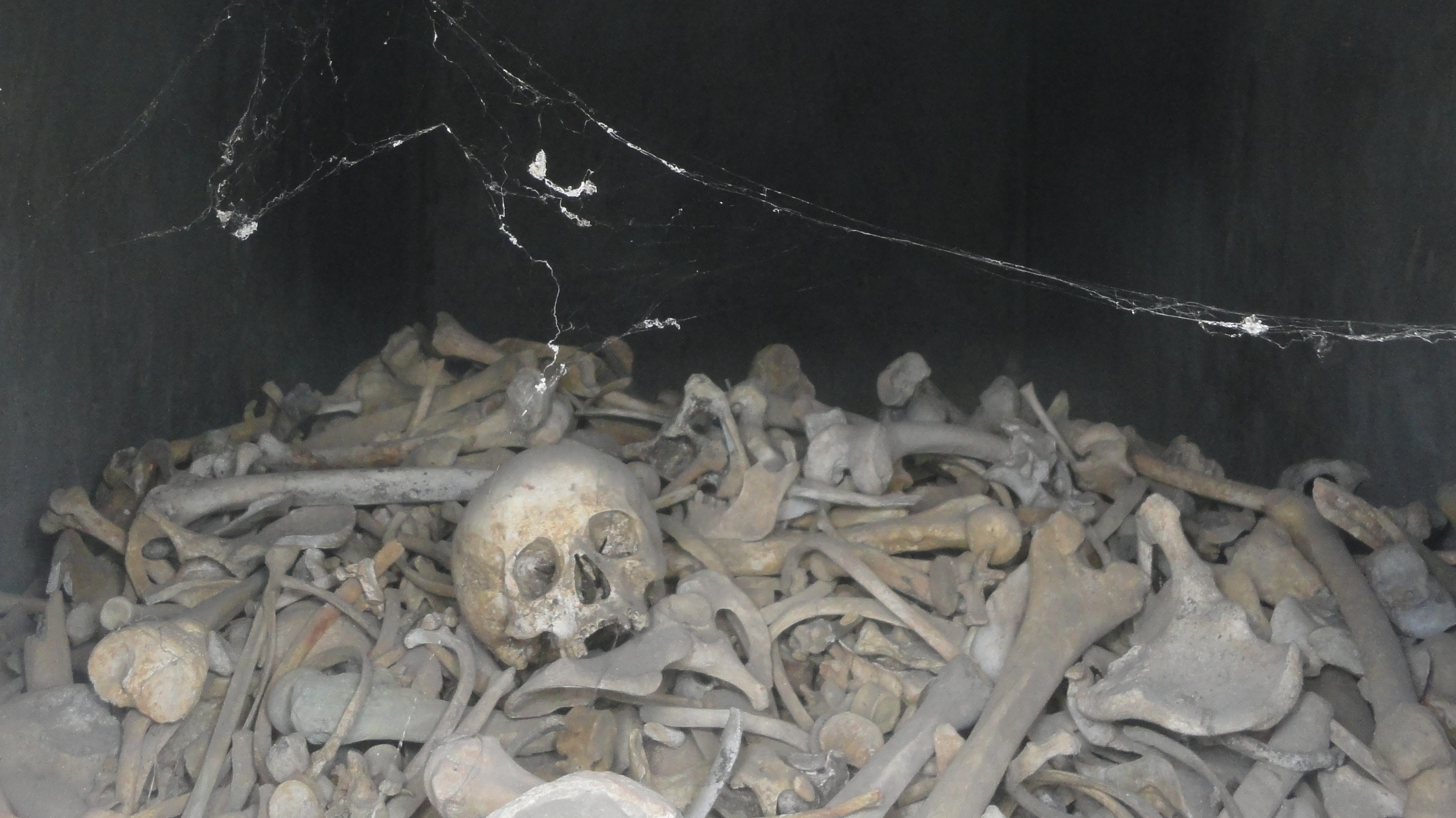
Blick von außen in eine der Gebeinekammern

Das Gebäude wurde von den Architekten Léon Azéma,
Jacques Hardy und Max Edrei entworfen und nach zwölf Jahren Bauzeit 1932 offiziell eingeweiht.
An der Außenseite des eindrucksvollen Bauwerkes befinden sich unter anderem die Wappen aller Städte, die Geld zum Bau des Ossuaire beisteuerten.
Das Innere des 137 m langen Gebäudes bildet ein Tonnengewölbe mit 46 Seitenkammern. Diese Seitenkammern (sie stehen für jeden Hauptsektor des Schlachtfeldes von Avocourt bis Les Éparges) enthalten je 2–3 Granitgrüfte, in denen sich im Untergeschoss die Gebeine von insgesamt etwa 130.000 Soldaten befinden, die hauptsächlich durch Sprenggeschosse getötet wurden. In der Halle befinden sich Gedenksteine und Grabplatten für gefallene Franzosen, deren Namen bekannt sind, sowie eine Kapelle. Eine Madonnenstatue, die sich im ursprünglichen Ossuaire, einer einfachen Holzbaracke, befand, steht heute links neben dem Eingang. Im Turm befindet sich ein kleines Museum und im Untergeschoss ein Raum für Filmvorführungen sowie ein Souvenirladen. Die Gebeinekammern sind an der Hinterseite des Gebäudes von außen durch Fensterscheiben einsehbar.
Nach einer Interpretation symbolisiert das Beinhaus ein Schwert, das bis zur Parierstange in die Erde gerammt ist, und von dem nur der Griff (Turm) emporragt. Alternativ kann der Turm auch als Symbol für eine Granate betrachtet werden, die mit Kreuzen als Zeichen des Friedens bedeckt ist.
Der 46 m hohe, besteigbare Tour des morts (dt. Turm der Toten) oder La Lanterne des morts des Beinhauses enthält eine 2 Tonnen schwere Glocke, die Bourdon de la Victoire, die 3-mal täglich und zu offiziellen Anlässen läutet, sowie rotierende Scheinwerfer, die nachts das Schlachtfeld beleuchten. Der Turm steht mit seiner Beleuchtung und Höhe als Symbol für die Mahnwache und als Ersatz für die ständige Trauerwache. Der Turm wurde von den USA gestiftet.
Die Statuen sind von Berthe Girardet und Elie-Jean Vezien, die Buntglasfenster wurden von Georges Desvallières gestaltet.

## Außenanlage mit Kriegsgräbern

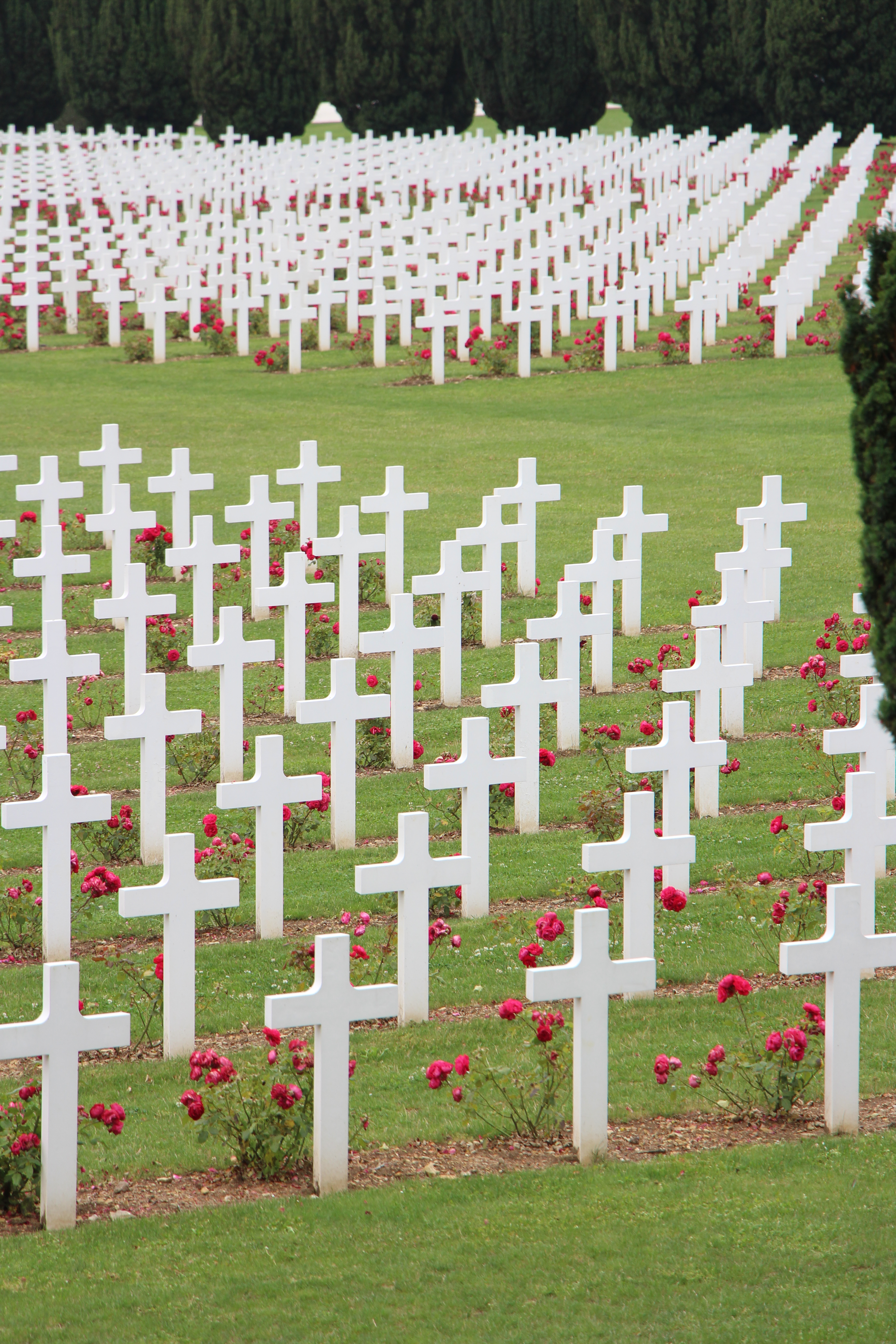
Blick auf die Gräber
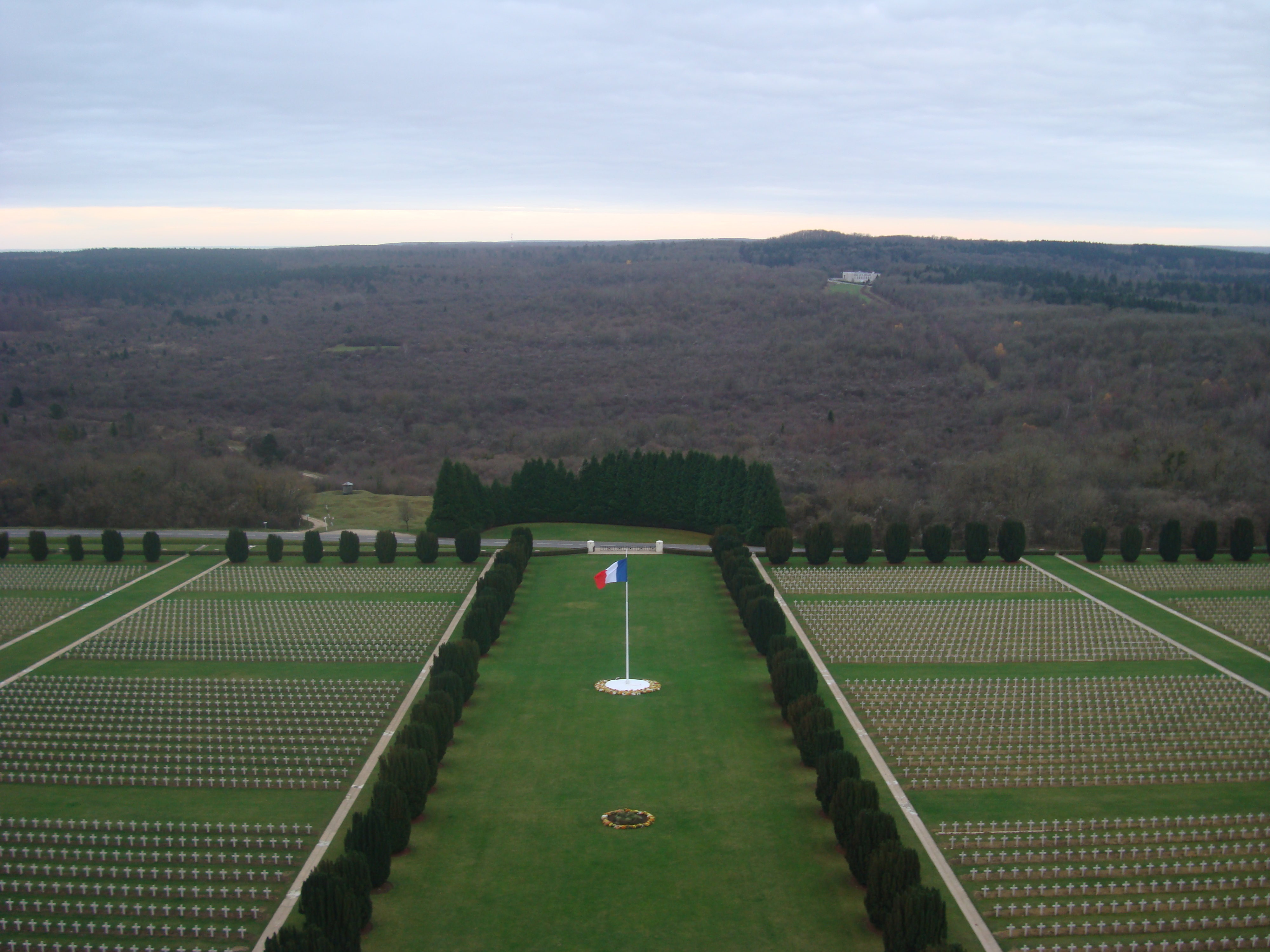
Blick vom Turm auf die Gräber
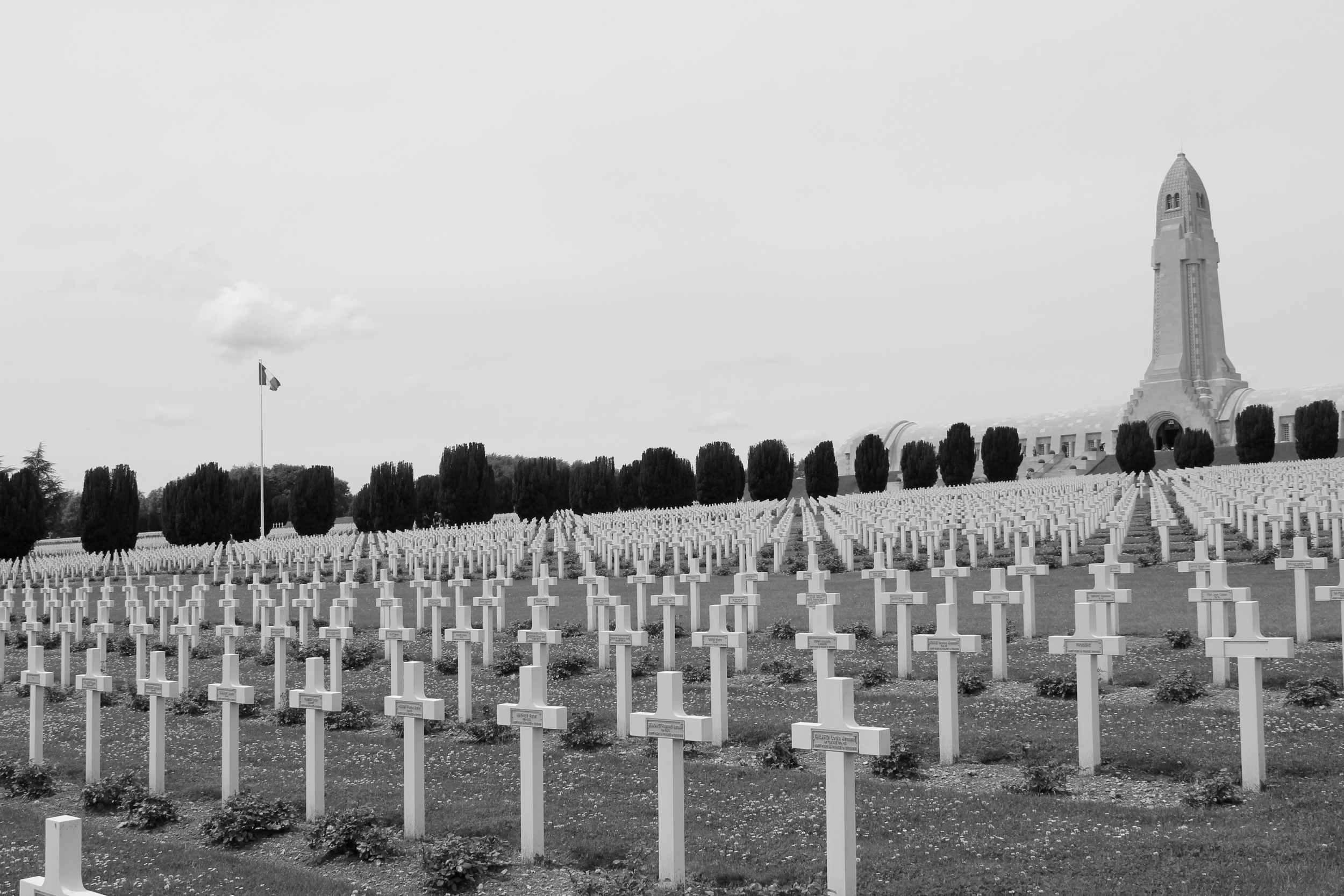
Die Grabflächen vor dem Beinhaus

Vor dem Beinhaus befindet sich ein Friedhof mit 16.142 Gräbern französischer Soldaten. Er hat eine Fläche von 144.380 m².
Neben den Feldern mit christlichen Kreuzen gibt es ein Feld mit Grabstellen für muslimische Gefallene aus den damaligen französischen Kolonien, die gen Mekka ausgerichtet sind. Dies wurde bei der Planung so vorgesehen.

## Sammelfriedhöfe rund um Verdun
Auf mehreren Sammelfriedhöfen im Umkreis von Verdun sind insgesamt etwa 120.000 identifizierte Tote beigesetzt. Rund 10 % dieser Toten wurden in die Heimat überführt.

## UNESCO-Weltkulturerbe
Als Grab- und Gedenkstätte des Ersten Weltkriegs gehört das „Beinhaus von Douaumont“ seit 2023 zum UNESCO-Welterbe in Frankreich.